# ألدو فونتانا
ألدو فونتانا (28 يونيو 1935 إيطاليا - 27 يوليو 2013 إيطاليا) هو لاعب كرة قدم إيطالي سابق كان يلعب كلاعب وسط.